# Kamienica Jezuicka 4 w Bydgoszczy
Kamienica Jezuicka 4 w Bydgoszczy – zabytkowa kamienica położona przy ulicy Jezuickiej w Bydgoszczy.

## Położenie
Budynek stoi w zachodniej pierzei ul. Jezuickiej, naprzeciw budynku ratusza.

## Historia

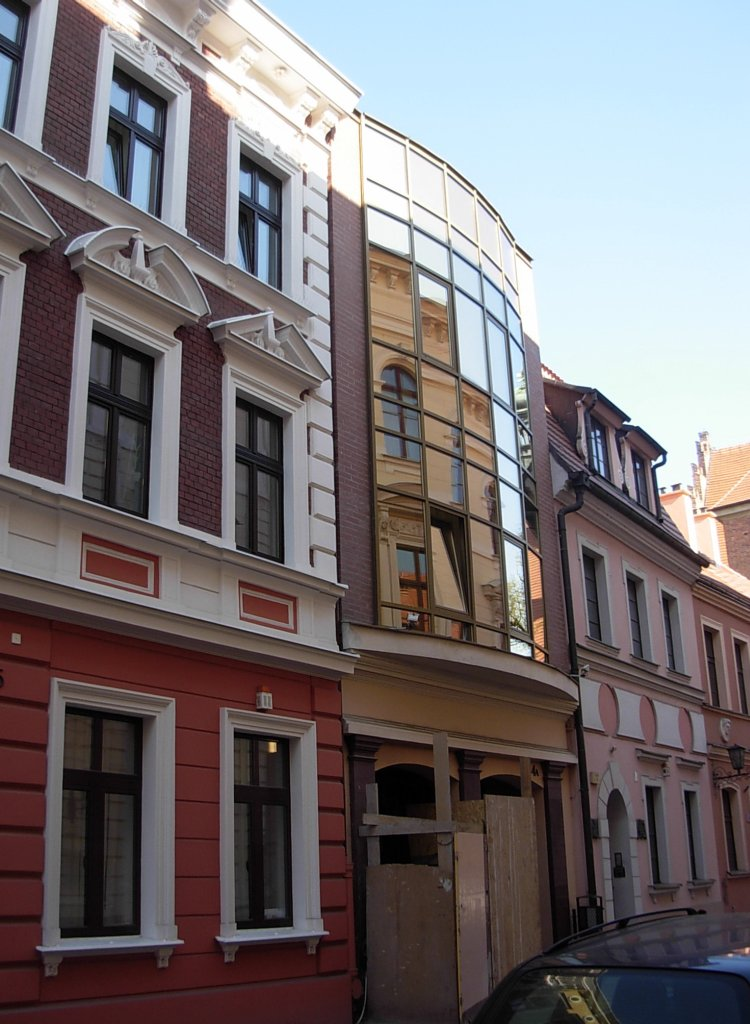
Wzniesiona obok nowa kamienica nr 4a

Pierwszy budynek na obecnej ul. Jezuickiej 4 został wzniesiony prawdopodobnie w XV wieku, zgodnie z datowaniem zachowanych murowanych piwnic. Po potopie szwedzkim uległ zniszczeniu, spaleniu lub opuszczeniu, jak większość okolicznych domostw, o czym świadczy lustracja z 1658 r. Być może został zapisany w testamencie jezuitom, gdyż nazwisko pierwszej znanej właścicielki, która w roku 1764 sprzedała nieruchomość, jest identyczne z nazwiskiem byłego przeora jezuitów bydgoskich, Felicjana Grzybowskiego. Regina Grzybowska sprzedała nieruchomość w roku 1764 małżeństwu Rehbergom za 160 tymfów. Była to pusta wówczas posesja lub dom zrujnowany, gdyż w roku 1773 pisano, że „wokół Fary istniał tylko jeden dom”, a potwierdza to również plan Bydgoszczy mierniczego Gretha z 1774 r.
Dom został odbudowany do 1775 r., gdy nabył go kupiec Christian Wilhelm Schulz za cenę 2,6 tys. talarów. Odbudowa musiała się odbyć kosztem zaciągniętych pożyczek, gdyż mimo wysokiego oszacowania domu, kupiec Schulz zapłacił za niego jedynie 400 talarów, a następny nabywca radca Sądu Głównego von Husarzewski  w 1790 r. kupił go już za 1,45 tys. talarów. Do końca XVIII wieku właścicielami byli handlarze nieruchomościami. Byli to kolejno: Jan Gottlieb Rump (1792–1793), Jan Gabriel Oppermann (1793–1798) oraz kontroler kasy Urzędu Akcyzowego Jan Daniel Kranz.
Od początku XIX wieku po 1839 r. właścicielem domu był garbarz Fryderyk Wilhelm Kutzer, a po nim Luiza Adler – jedna z pierwszych dam Bydgoszczy pod zaborem pruskim, wdowa po radcy regencyjnym i właścicielu Gorzyszkowa, które później, od ich nazwiska, nazwane zostało „Adlershorst”. Jako współwłaścicieli dopisano jej dzieci: referendarza regencyjnego Carla Augusta oraz nieletniego wówczas Fryderyka Wilhelma, który był późniejszym projektantem kościoła św. Apostołów Piotra i Pawła na Placu Wolności.
W latach 1842–1874 dom należał do metalowca Fryderyka, spadkobiercy poprzedniego właściciela, garbarza Kutzera. W 1844 r. sprzedał on należący do domu ogród nad Młynówką. Kolejnymi właścicielami zostali: inspektor szpitala wojskowego na Grodztwie Carl Reinhold Lange, kupiec Juliusz Goldstein, a od 1885 r. niemiecka Kasa Pożyczkowa. W roku 1899 dom był ściśle związany z sąsiednim (Jezuicka 2), w którym mieściły się biura „Stadtbriefpost Hansa”, czyli urzędu pocztowego, który prowadziła wdowa Schwarz.
W chwili powstania niepodległej Polski w 1920 r., właścicielami posesji byli Niemcy, a następnie zamieszkiwała ją ludność polska i żydowska. Ulica została przemianowana na Jezuicką, a w ramach uporządkowania numeracji domów na parzyste i nieparzyste, posesja otrzymała numer dzisiejszy: 4.
Po zakończeniu II wojny światowej dom przy ulicy Jezuickiej 4 przejęty został przez Skarb Państwa i przeznaczony na mieszkania dla lokatorów. W latach 1967–1969 kamienica jako jedna z pierwszych na ul. Jezuickiej została odrestaurowana według projektu arch. Stefana Klajbora. W 1969 r. umieszczono w niej siedzibę Bydgoskiego Towarzystwa Naukowego, w tym Regionalną Pracownię Naukowo-Badawczą BTN (do 1994 r.), zarząd i administrację, redakcję wydawnictw oraz bibliotekę naukową z czytelnią. Obecnie kamienica mieści również siedzibę Towarzystwa Miłośników Miasta Bydgoszczy.

## Architektura
Kamienica jest dwukondygnacyjna z poddaszem użytkowym. W piwnicach zachowane są gotyckie sklepienia beczkowe z XV w. Górna kondygnacja pochodzi z II połowy XVIII wieku. Wzniesiono ją w panującym wówczas stylu barokowym. Elewacja frontowa (również kamienica Jezuicka 2) ozdobiona jest sgraffitem w formie medalionów według projektu Witolda Wasika. We wnętrzach ustawiono meble w stylu gdańsko-flamandzkiego baroku.